# M51 (БРЕМ)
M51 (англ. M51 Heavy Recovery Vehicle) — важка гусенична броньована ремонтно-евакуаційна машина виробництва США, створена на базі важкого танка M103 компанією Chrysler Corp.. БРЕМ призначалася для виконання ремонтних, відновлювальних та евакуаційних робіт важкої бронетехніки в польових (бойових) умовах. M51 уперше надійшла на озброєння армії США в липні 1954 року й перебувала у ремонтних підрозділах армії до 1970-х років.

## Зміст
Розробка M51 розпочалася в лютому 1951 року з проєктного дослідження з випуску транспортного засобу, спроможного виконувати завдання з технічного забезпечення і ремонту, та головне здатного буксирувати нові, більш важкі транспортні засоби, що надходили на озброєння американської армії. У квітні 1951 року вже була представлена концептуальна модель, що відповідає цим вимогам. Влітку розпочалось будівництво повномасштабного прототипу та двох пілотних зразків. До серпня проєкт був затверджений, і він отримав позначення «Важка ремонтно-евакуаційна машина Т51» (англ. Heavy Recovery Vehicle T51). Дві дослідні зразки були відправлені для участі у випробуваннях. З лютого 1953 року дослідний зразок № 2, відправлений у Форт-Нокс, штат Кентуккі, розпочав проведення військових випробувань, тоді як зразок № 1, відправлений на полігон в Абердині, штат Меріленд, у квітні розпочав інженерні випробування та випробування на витривалість.
У жовтні 1953 року БРЕМ була офіційно стандартизована як M51. Компанія Chrysler Corporation з Детройта, штат Мічиган, розробник важкого танка M103, отримала контракт на збірку M51 вартістю близько 150 000 доларів США (близько 1,4 мільйона доларів станом на 2017 рік) за одиницю, приблизно вдвічі менше ціни танка M103. Перший пілотний завод розпочав будівництво цього місяця, а потім був випробуваний у Форт-Ноксі в березні 1954 року. У серпні 1954 року був добудований і випущений перший серійний зразок, згідно доопрацьованого проекту. Загалом у період з 1954 до 1955 рік Chrysler було побудовано 187 M51.